# Campeonato de Fórmula Regional da Oceania
O Campeonato de Fórmula Regional da Oceania é a principal categoria de automobilismo de monopostos da Nova Zelândia que é disputada desde 2005. A categoria inclui corridas para todos os principais troféus nas corridas de circuito da Nova Zelândia, incluindo a New Zealand Motor Cup e o Denny Hulme Memorial Trophy. Os carros da categoria também são usados no Grande Prêmio da Nova Zelândia — uma das únicas duas corridas do mundo com a aprovação da FIA para usar a nomenclatura de Grande Prêmio fora da Fórmula 1. A categoria era anteriormente conhecida como Toyota Racing Series até 2023, juntando-se a outras várias categorias Formula Regional em todo o mundo.